# Decticita
Decticita är ett släkte av insekter. Decticita ingår i familjen vårtbitare.
Kladogram enligt Catalogue of Life:
| Decticita | \| \| Decticita balli \| \| \| \| \| \| Decticita brevicauda \| \| \| \| \| \| Decticita yosemite \| \| \| \| |
|           | \| \| Decticita balli \| \| \| \| \| \| Decticita brevicauda \| \| \| \| \| \| Decticita yosemite \| \| \| \| |
|           | Decticita balli                                                                                               |
|           | |
|           | Decticita brevicauda                                                                                          |
|           | |
|           | Decticita yosemite                                                                                            |
|           | |